# Брама Сен-Дені

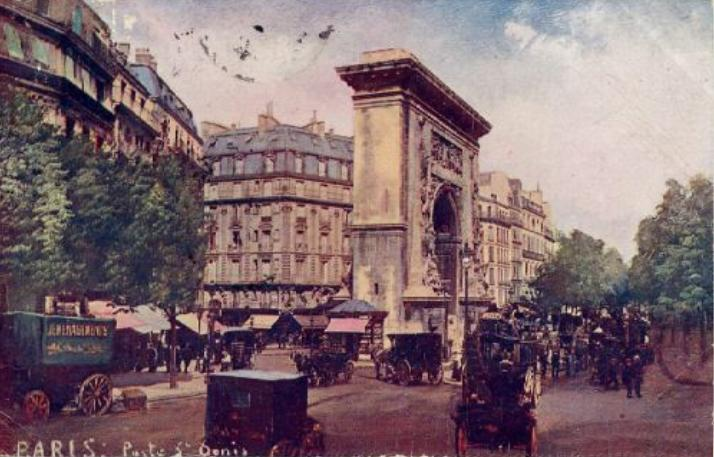
Брама Сен-Дені (1908).

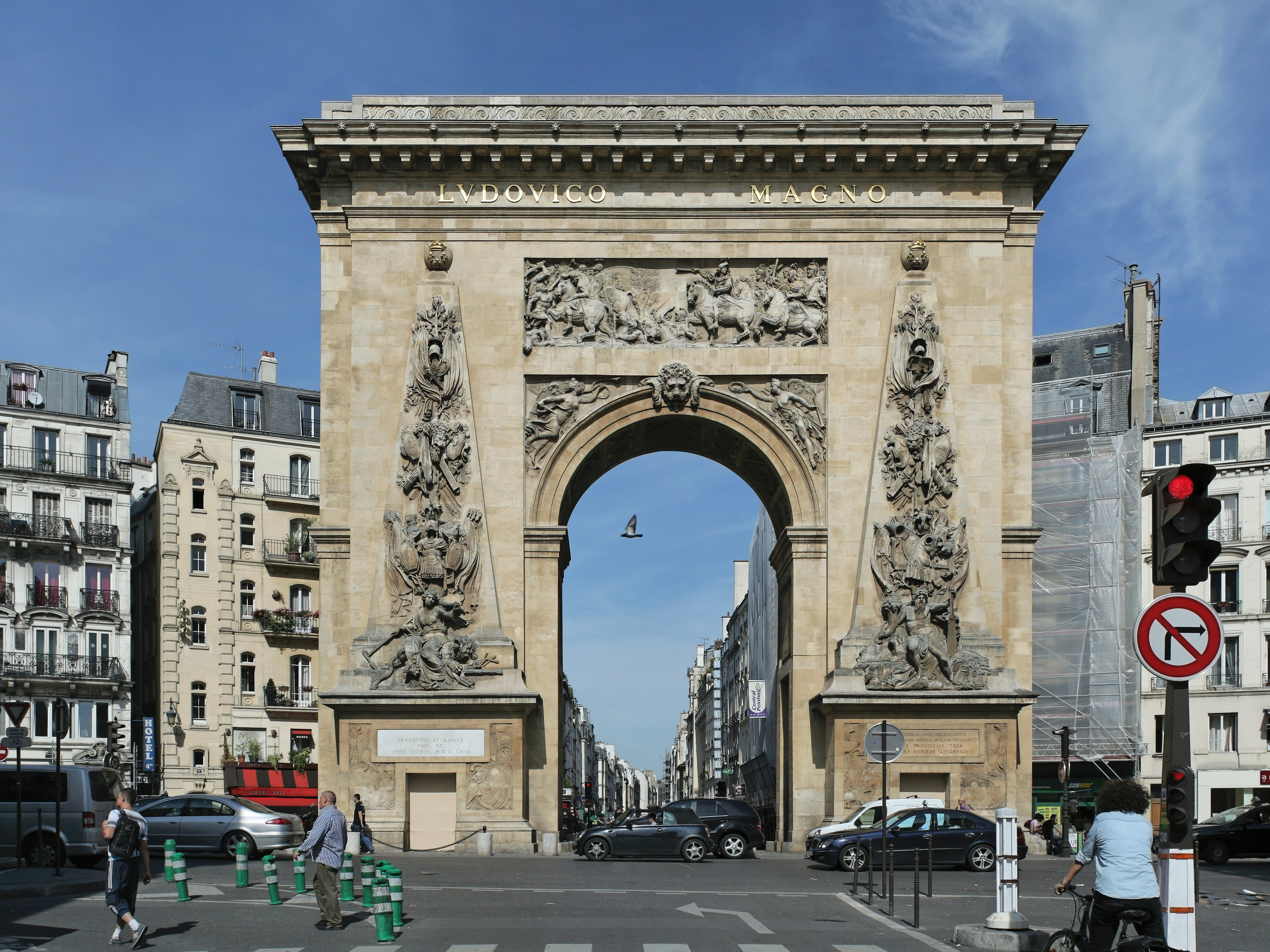
Брама Сен-Дені (2011).

 Брама Сен-Дені  — арка, встановлена в Десятому окрузі Парижа, на перетині вулиць Рю Сен-Дені, Фобур Сен-Дені, Бульвару де Бон Нувель і бульвару Сен-Дені, на так званій королівської дорозі, що веде від передмістя Сен-Дені до Лувру.

## Історія
Спланована архітектором Франсуа Блонделем за наказом Людовика XIV на честь його перемоги на Рейні і в Франш-Конте. Арку збудовано у 1672, вона замінила середньовічну браму в міському мурі, побудовану за Карла V.

## Короткий опис
Арка, заввишки 25 метрів і шириною 24 метри, є типовим зразком французького класицизму.
У опорах воріт є проходи, що призначалися для проходу звичайних містян, які йшли за королівським кортежем.
Кожна сторона воріт описує перемоги Короля-Сонця. У східній частині видно перемоги, здобуті королем на Рейні, на західній опорі південного фасаду видно перемоги Людовика у Фландрії; південна сторона описує перехід через Рейн, а на північній — взяття Маастріхту.

## Галерея

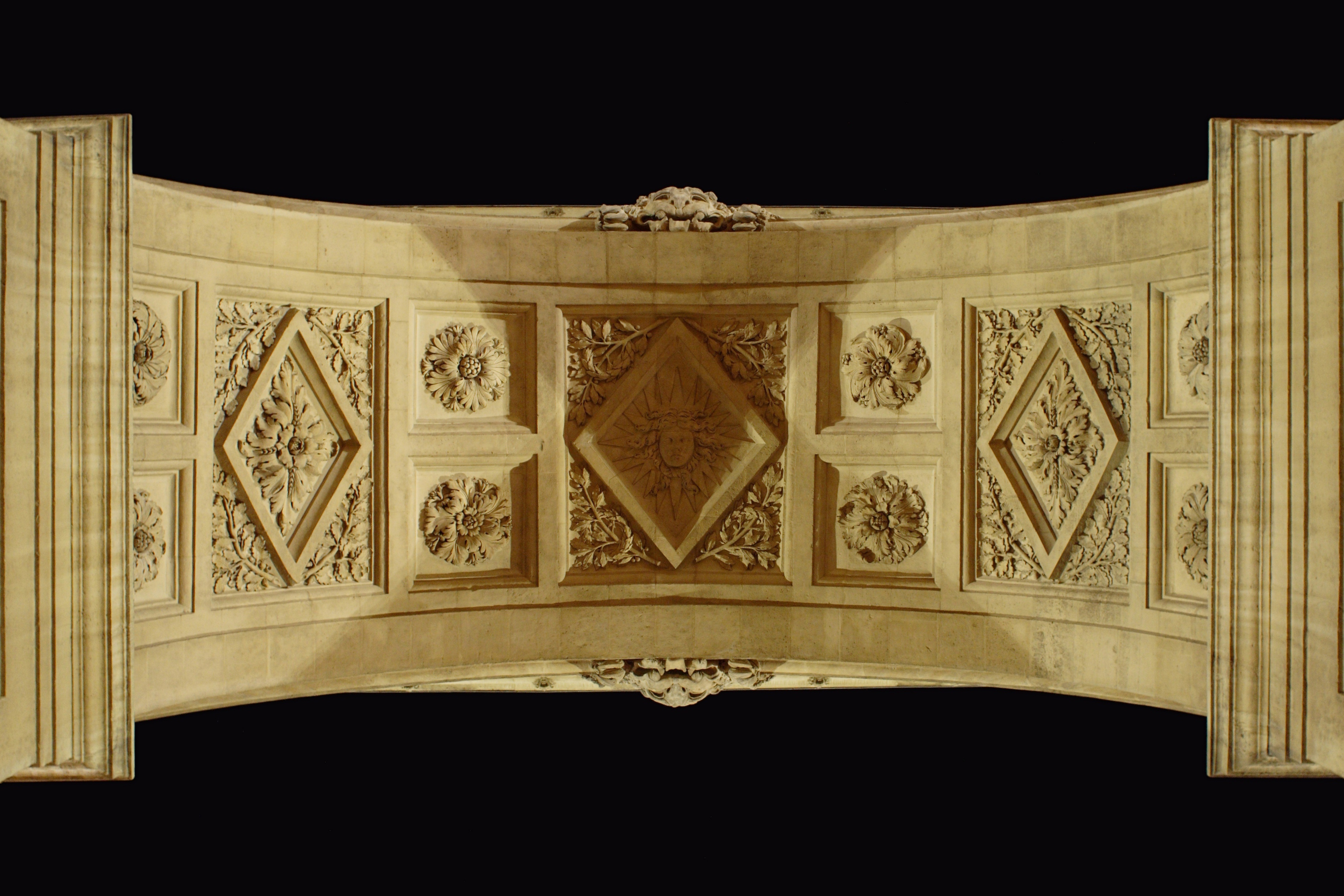
Верхня опукла поверхня склепіння
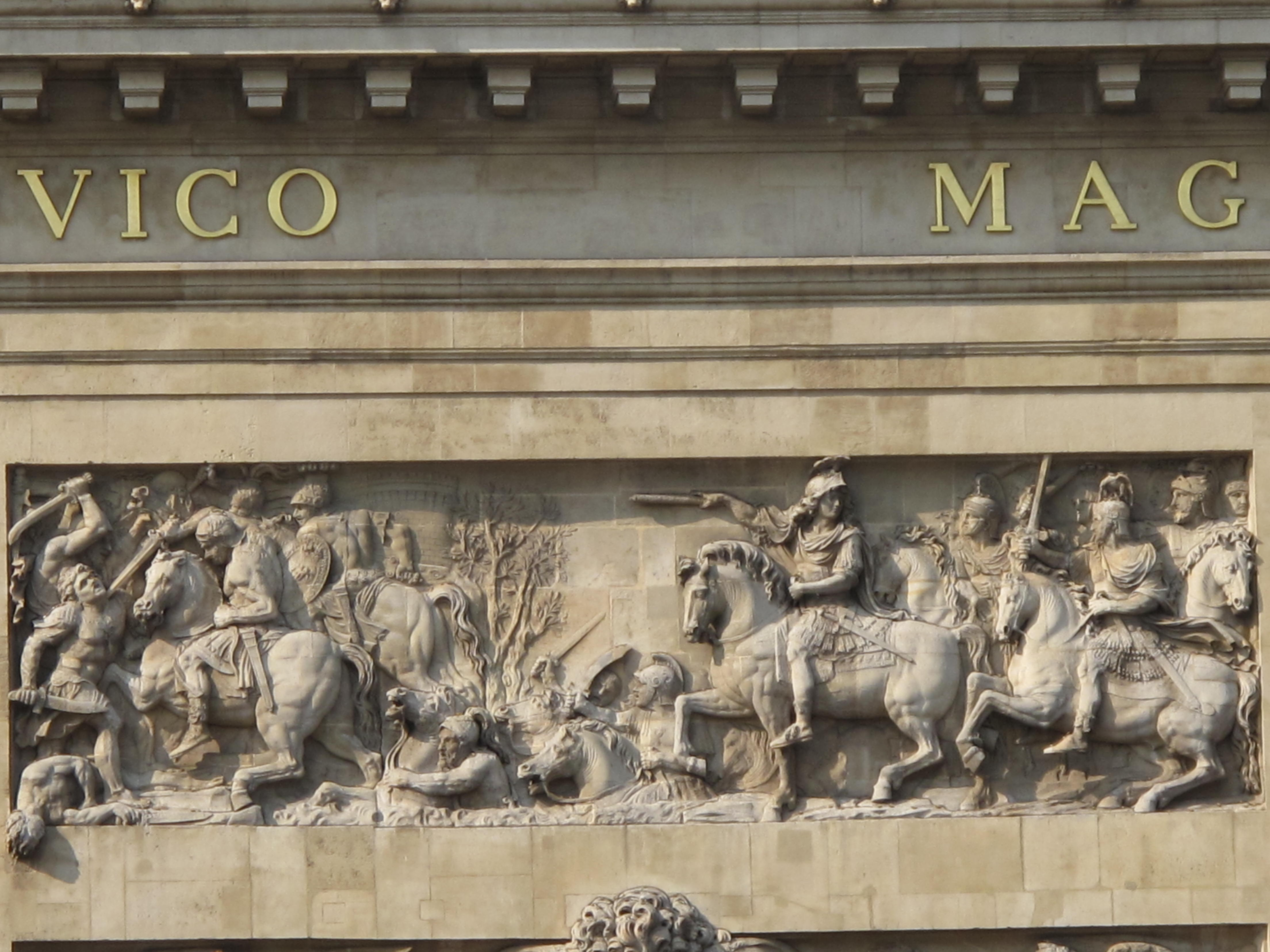
Південна частина: перехід Рейну
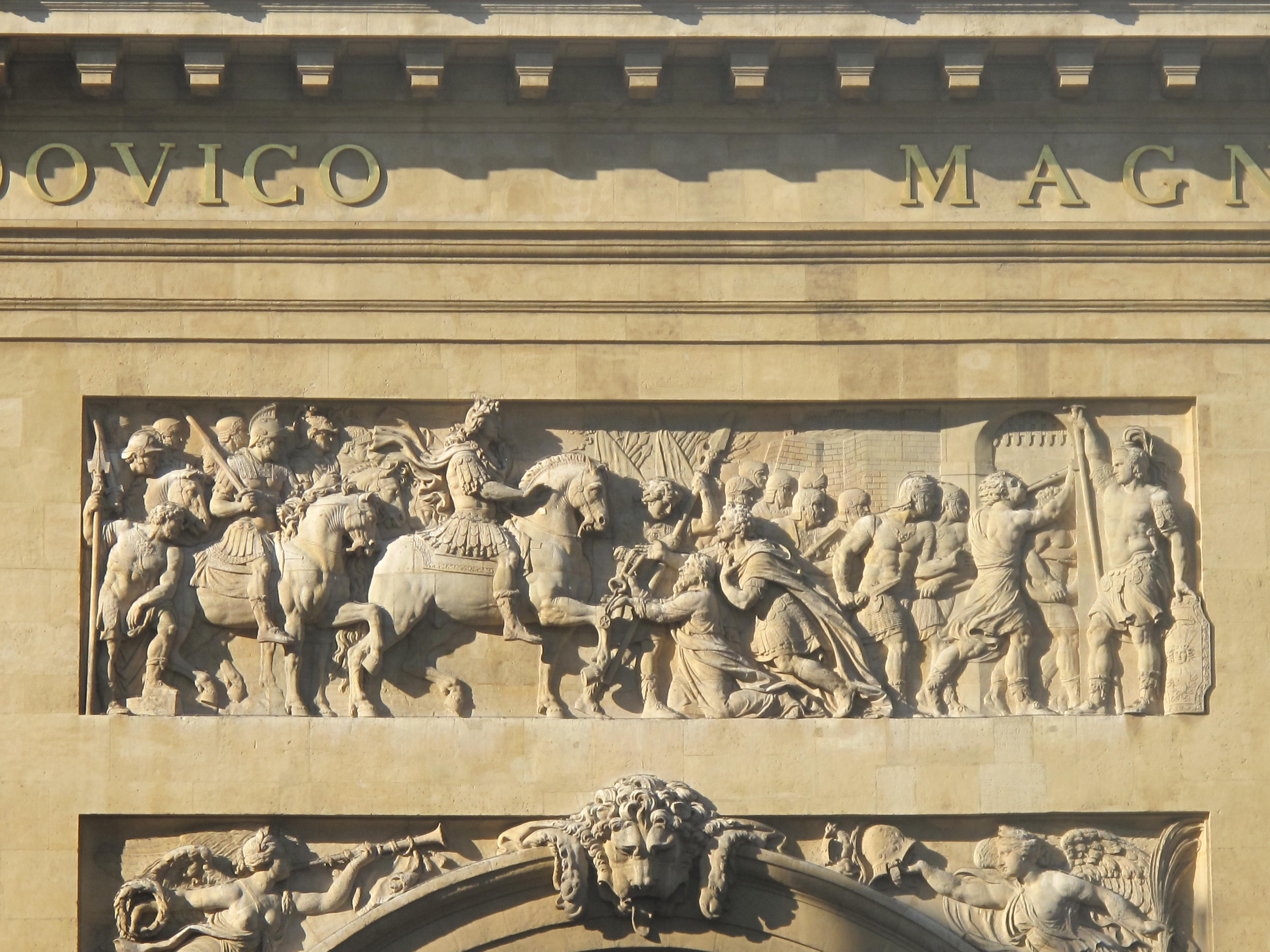
Північна частина: взяття Маастрихта